# José Ruíz
José Ruiz Aguilar (1904 - ?) fou un futbolista mexicà.

## Selecció de Mèxic
Va formar part de l'equip mexicà a la Copa del Món de 1930.